# Chadrac
Chadrac ist eine französische Gemeinde mit 2.502 Einwohnern (Stand: 1. Januar 2022) im Département Haute-Loire in der Region Auvergne-Rhône-Alpes; sie gehört zum Arrondissement Le Puy-en-Velay und zum Kanton Le Puy-en-Velay-2.

## Geographie
Chadrac ist eine banlieue von Le Puy-en-Velay und liegt am Fluss Borne, einem Zufluss der Loire.

### Nachbargemeinden
Umgeben wird Chadrac von den Nachbargemeinden Polignac im Norden und Westen, Le Monteil im Norden und Osten, Brives-Charensac im Südosten, Le Puy-en-Velay im Süden und Südwesten sowie Aiguilhe im Westen und Südwesten.

## Bevölkerungsentwicklung
| Jahr                       | 1962 | 1968 | 1975 | 1982 | 1990 | 1999 | 2006 | 2017 |
| Einwohner                  | 953  | 1638 | 2158 | 3031 | 3075 | 3011 | 2725 | 2516 |
| Quellen: Cassini und INSEE |      |      |      |      |      |      |      |      |

## Gemeindepartnerschaft
Mit der deutschen Gemeinde Taucha in Sachsen besteht seit Oktober 1992 eine Gemeindepartnerschaft.

## Verkehr
Durch die Gemeinde führt die Route nationale 88.